# Eriococcus osbeckiae
Eriococcus osbeckiae är en insektsart som beskrevs av Green 1922. Eriococcus osbeckiae ingår i släktet Eriococcus och familjen filtsköldlöss. Inga underarter finns listade i Catalogue of Life.